# Kjølur
Kjølur è un rilievo alto 342 metri sul mare situata sull'isola di Borðoy, situata nell'arcipelago delle Isole Fær Øer, in Danimarca.